# Копырята
Копырята — деревня в Сунском районе Кировской области в составе Кокуйского сельского поселения.

## География
Находится на расстоянии примерно 12 километров по прямой на юго-восток от районного центра поселка Суна.

## История
Известна была с 1763 года как Голодаевский починок с 51 жителем, принадлежавший Успенскому Трифонову монастырю. В 1873 году учтено здесь (уже деревня Голодаевская) дворов 22 и жителей 182, в 1905 39 и 286, в 1926 47 и 264, в 1950 50 и 169. В 1989 оставалось 11 жителей.

## Население
Постоянное население составляло 3 человека (русские 100 %) в 2002 году, 4 в 2010.